# FA Cup 1910/11

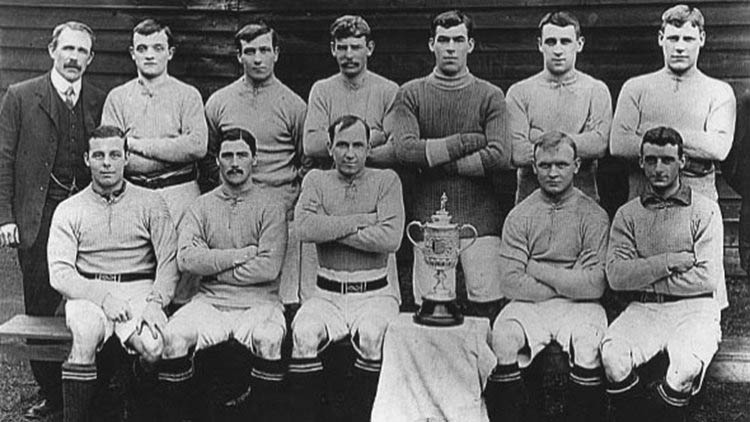
Die Siegermannschaft von Bradford City im Jahr 1911.

Der FA Cup 1910/11 war die 40. Austragung des The Football Association Challenge Cup (meist als FA Cup bekannt).
Der Pokalwettbewerb startete mit der Qualifikation zwischen dem 10. September 1910 und dem 8. Dezember 1910. Die Hauptrunde begann anschließend ab dem 14. Januar 1911 und endete mit den beiden Finalspielen im Crystal Palace in London am 22. April 1911 und im Old Trafford in Manchester am 26. April 1911 vor einer Kulisse von offiziell 69.068 Zuschauern (bzw. 66.646 im Wiederholungsspiel). Sieger des Wettbewerbs wurde zum ersten Mal Bradford City. Unterlegener Finalist war Newcastle United.

## Wettbewerb

### Erste Hauptrunde
| Datum           |                         | Ergebnis |                        |
| --------------- | ----------------------- | -------- | ---------------------- |
| 14. Januar 1911 | Birmingham City         | 1:1      | Oldham Athletic        |
| 14. Januar 1911 | Blackburn Rovers        | 5:1      | Southend United        |
| 14. Januar 1911 | Bolton Wanderers        | 0:2      | FC Chesterfield        |
| 14. Januar 1911 | Bradford Park Avenue    | 5:3      | Queens Park Rangers    |
| 14. Januar 1911 | FC Brentford            | 0:1      | Preston North End      |
| 14. Januar 1911 | Bristol City            | 0:3      | Crewe Alexandra        |
| 14. Januar 1911 | Bristol Rovers          | 0:0      | Hull City              |
| 14. Januar 1911 | FC Burnley              | 2:0      | Exeter City            |
| 14. Januar 1911 | FC Chelsea              | 0:0      | FC Leyton              |
| 14. Januar 1911 | Crystal Palace          | 0:4      | FC Everton             |
| 14. Januar 1911 | Derby County            | 2:1      | Plymouth Argyle        |
| 14. Januar 1911 | Grimsby Town            | 3:0      | Croydon Common         |
| 14. Januar 1911 | Leeds City              | 1:3      | Brighton & Hove Albion |
| 14. Januar 1911 | Leicester Fosse         | 3:1      | FC Southampton         |
| 14. Januar 1911 | FC Liverpool            | 3:2      | Gainsborough Trinity   |
| 14. Januar 1911 | Manchester United       | 2:1      | FC Blackpool           |
| 14. Januar 1911 | FC Middlesbrough        | 1:0      | FC Glossop             |
| 14. Januar 1911 | New Brompton            | 0:1      | Bradford City          |
| 14. Januar 1911 | Newcastle United        | 6:1      | FC Bury                |
| 14. Januar 1911 | Northampton Town        | 5:1      | Luton Town             |
| 14. Januar 1911 | Norwich City            | 3:1      | AFC Sunderland         |
| 14. Januar 1911 | FC Portsmouth           | 1:4      | Aston Villa            |
| 14. Januar 1911 | Sheffield United        | 0:1      | FC Darlington          |
| 14. Januar 1911 | The Wednesday           | 1:2      | Coventry City          |
| 14. Januar 1911 | FC Stoke                | 1:2      | Manchester City        |
| 14. Januar 1911 | Swindon Town            | 3:1      | Notts County           |
| 14. Januar 1911 | Tottenham Hotspur       | 2:1      | FC Millwall            |
| 14. Januar 1911 | FC Watford              | 0:2      | FC Barnsley            |
| 14. Januar 1911 | West Bromwich Albion    | 4:1      | FC Fulham              |
| 14. Januar 1911 | West Ham United         | 2:1      | Nottingham Forest      |
| 14. Januar 1911 | Wolverhampton Wanderers | 2:0      | Accrington Stanley     |
| 16. Januar 1911 | Clapton Orient          | 1:2      | Woolwich Arsenal       |

#### Wiederholungsspiele
| Datum           |                 | Ergebnis |                 |
| --------------- | --------------- | -------- | --------------- |
| 17. Januar 1911 | Hull City       | 1:0      | Bristol Rovers  |
| 17. Januar 1911 | Oldham Athletic | 2:0      | Birmingham City |
| 18. Januar 1911 | Grimsby Town    | 8:1      | Croydon Common  |
| 18. Januar 1911 | FC Leyton       | 0:2      | FC Chelsea      |

### Zweite Hauptrunde
| Datum           |                         | Ergebnis |                      |
| --------------- | ----------------------- | -------- | -------------------- |
| 4. Februar 1911 | Blackburn Rovers        | 0:0      | Tottenham Hotspur    |
| 4. Februar 1911 | Bradford City           | 2:1      | Norwich City         |
| 4. Februar 1911 | Brighton & Hove Albion  | 0:0      | Coventry City        |
| 4. Februar 1911 | FC Burnley              | 2:0      | FC Barnsley          |
| 4. Februar 1911 | FC Chelsea              | 4:1      | FC Chesterfield      |
| 4. Februar 1911 | Crewe Alexandra         | 1:5      | Grimsby Town         |
| 4. Februar 1911 | FC Darlington           | 2:1      | Bradford Park Avenue |
| 4. Februar 1911 | Derby County            | 2:0      | West Bromwich Albion |
| 4. Februar 1911 | FC Everton              | 2:1      | FC Liverpool         |
| 4. Februar 1911 | Hull City               | 1:0      | Oldham Athletic      |
| 4. Februar 1911 | Manchester United       | 2:1      | Aston Villa          |
| 4. Februar 1911 | FC Middlesbrough        | 0:0      | Leicester Fosse      |
| 4. Februar 1911 | Newcastle United        | 1:1      | Northampton Town     |
| 4. Februar 1911 | Swindon Town            | 1:0      | Woolwich Arsenal     |
| 4. Februar 1911 | West Ham United         | 3:0      | Preston North End    |
| 4. Februar 1911 | Wolverhampton Wanderers | 1:0      | Manchester City      |

#### Wiederholungsspiele
| Datum           |                   | Ergebnis |                        |
| --------------- | ----------------- | -------- | ---------------------- |
| 8. Februar 1911 | Coventry City     | 2:0      | Brighton & Hove Albion |
| 8. Februar 1911 | Leicester Fosse   | 1:2      | FC Middlesbrough       |
| 8. Februar 1911 | Newcastle United  | 1:0      | Northampton Town       |
| 8. Februar 1911 | Tottenham Hotspur | 0:2      | Blackburn Rovers       |

### Dritte Hauptrunde
| Datum            |                         | Ergebnis |                   |
| ---------------- | ----------------------- | -------- | ----------------- |
| 25. Februar 1911 | Bradford City           | 1:0      | Grimsby Town      |
| 25. Februar 1911 | FC Burnley              | 5:0      | Coventry City     |
| 25. Februar 1911 | FC Darlington           | 0:3      | Swindon Town      |
| 25. Februar 1911 | Derby County            | 5:0      | FC Everton        |
| 25. Februar 1911 | FC Middlesbrough        | 0:3      | Blackburn Rovers  |
| 25. Februar 1911 | Newcastle United        | 3:2      | Hull City         |
| 25. Februar 1911 | West Ham United         | 2:1      | Manchester United |
| 25. Februar 1911 | Wolverhampton Wanderers | 0:2      | FC Chelsea        |

### Vierte Hauptrunde
| Datum         |                  | Ergebnis |                  |
| ------------- | ---------------- | -------- | ---------------- |
| 11. März 1911 | Bradford City    | 1:0      | FC Burnley       |
| 11. März 1911 | FC Chelsea       | 3:1      | Swindon Town     |
| 11. März 1911 | Newcastle United | 4:0      | Derby County     |
| 11. März 1911 | West Ham United  | 2:3      | Blackburn Rovers |

### Halbfinale
Die beiden Spiele wurden am 25. März 1911 ausgetragen.
|                  | Ergebnis |                  | Ort        |
| ---------------- | -------- | ---------------- | ---------- |
| Bradford City    | 3:0      | Blackburn Rovers | Sheffield  |
| Newcastle United | 3:0      | FC Chelsea       | Birmingham |

### Finale
| Bradford City                                      | Bradford City | Newcastle United | Newcastle United |
| -------------------------------------------------- | --- | --- | ---------------- |
| Bradford City                                      | \| Finale \| \| Samstag, 22. April 1911 in London (Crystal Palace) \| \| Ergebnis: 0:0 \| \| Zuschauer: 69.068 \| \| Schiedsrichter: John Pearson \| \| Spielbericht \|                              | \| Finale \| \| Samstag, 22. April 1911 in London (Crystal Palace) \| \| Ergebnis: 0:0 \| \| Zuschauer: 69.068 \| \| Schiedsrichter: John Pearson \| \| Spielbericht \| | Newcastle United |
| Bradford City                                      | Mark Mellors – Robert Campbell, David Taylor – George Robinson, Willie Gildea, Jimmy McDonald – Peter Logan, Jimmy Speirs, Frank O’Rourke, Archie Devine, Frank Thompson Cheftrainer: Peter O’Rourke | Jimmy Lawrence – Billy McCracken, Tony Whitson – Colin Veitch, Wilf Low, David Willis – Jock Rutherford, George Jobey, Jimmy Stewart, Sandy Higgins, George Wilson      | Newcastle United |
| Finale                                             | | |                  |
| Samstag, 22. April 1911 in London (Crystal Palace) | | |                  |
| Ergebnis: 0:0                                      | | |                  |
| Zuschauer: 69.068                                  | | |                  |
| Schiedsrichter: John Pearson                       | | |                  |
| Spielbericht                                       | | |                  |

| Bradford City                                                | Bradford City | Newcastle United | Newcastle United |
| ------------------------------------------------------------ | --- | --- | ---------------- |
| Bradford City                                                | \| Finale (Wiederholungsspiel) \| \| Mittwoch, 26. April 1911 in Manchester United (Old Trafford) \| \| Ergebnis: 1:0 (1:0) \| \| Zuschauer: 66.646 \| \| Schiedsrichter: John Pearson \| \| Spielbericht \| | \| Finale (Wiederholungsspiel) \| \| Mittwoch, 26. April 1911 in Manchester United (Old Trafford) \| \| Ergebnis: 1:0 (1:0) \| \| Zuschauer: 66.646 \| \| Schiedsrichter: John Pearson \| \| Spielbericht \| | Newcastle United |
| Bradford City                                                | Mark Mellors – Robert Campbell, David Taylor – George Robinson, Bob Torrance, Jimmy McDonald – Peter Logan, Jimmy Speirs, Frank O’Rourke, Archie Devine, Frank Thompson Cheftrainer: Peter O’Rourke          | Jimmy Lawrence – Billy McCracken, Tony Whitson – Colin Veitch, Wilf Low, David Willis – Jock Rutherford, George Jobey, Jimmy Stewart, Sandy Higgins, George Wilson                                           | Newcastle United |
| Bradford City                                                | 1:0 Jimmy Speirs (15.) | | Newcastle United |
| Finale (Wiederholungsspiel)                                  | | |                  |
| Mittwoch, 26. April 1911 in Manchester United (Old Trafford) | | |                  |
| Ergebnis: 1:0 (1:0)                                          | | |                  |
| Zuschauer: 66.646                                            | | |                  |
| Schiedsrichter: John Pearson                                 | | |                  |
| Spielbericht                                                 | | |                  |